# 馮雲濠
馮雲濠（1807年—1855年），字文濬，號五橋，浙江慈城五馬橋前新屋人。
慈溪望族，五岁丧父，道光十四年（1834年）甲午科舉人。道光十八年（1838年）受督學何淩漢委託，整認訛鍾，始成《宋元學案補遺》100卷。咸豐年間太平軍起，籌防助餉，捐銀二十萬兩，累敘至候選道。建德润书院、慈湖书院。好藏书，有醉经阁（在今慈城五马桥畔），范凤书《中国私家藏书史》载：“咸丰十一年（1861），慈溪二老阁书又遭劫，多为冯氏醉经阁所收。”。